# Омрі Бен-Гаруш
Омрі Бен-Гаруш (івр. עומרי בן הרוש, нар. 7 березня 1990) — ізраїльський футболіст, захисник клубу «Нес-Ціона» і національної збірної Ізраїлю.

## Клубна кар'єра
У дорослому футболі дебютував 2009 року виступами за «Маккабі» (Нетанья), в якій провів чотири сезони, взявши участь у 104 матчах чемпіонату. Більшість часу, проведеного у складі «Маккабі», був основним гравцем захисту команди.
До складу клубу «Маккабі» (Тель-Авів) приєднався 11 липня 2013 року. Протягом чотирьох сезонів відіграв за тель-авівську команду 86 матчів у національному чемпіонаті.
Згодом протягом сезону грав за «Маккабі» (Хайфа), звідки перейшов до бельгійського «Локерена», кольори якого захищав протягом двох років.
8 жовтня 2020 року уклав контракт до кінця сезону з «Ашдодом».

## Виступи за збірні
2008 року дебютував у складі юнацької збірної Ізраїлю, взяв участь у 11 іграх на юнацькому рівні.
Протягом 2010–2013 років залучався до молодіжної збірної Ізраїлю. У її складі 2013 року грав на домашньому молодіжному Євро. Всього на молодіжному рівні зіграв у 21 офіційному матчі.
2 вересня 2011 року дебютував в офіційних іграх у складі національної збірної Ізраїлю в домашньому матчі-кваліфікації на Євро-2012 проти збірної Греції, який завершився поразкою ізраїльтян з рахунком 0:1.